# 行政院移請立法院覆議案列表

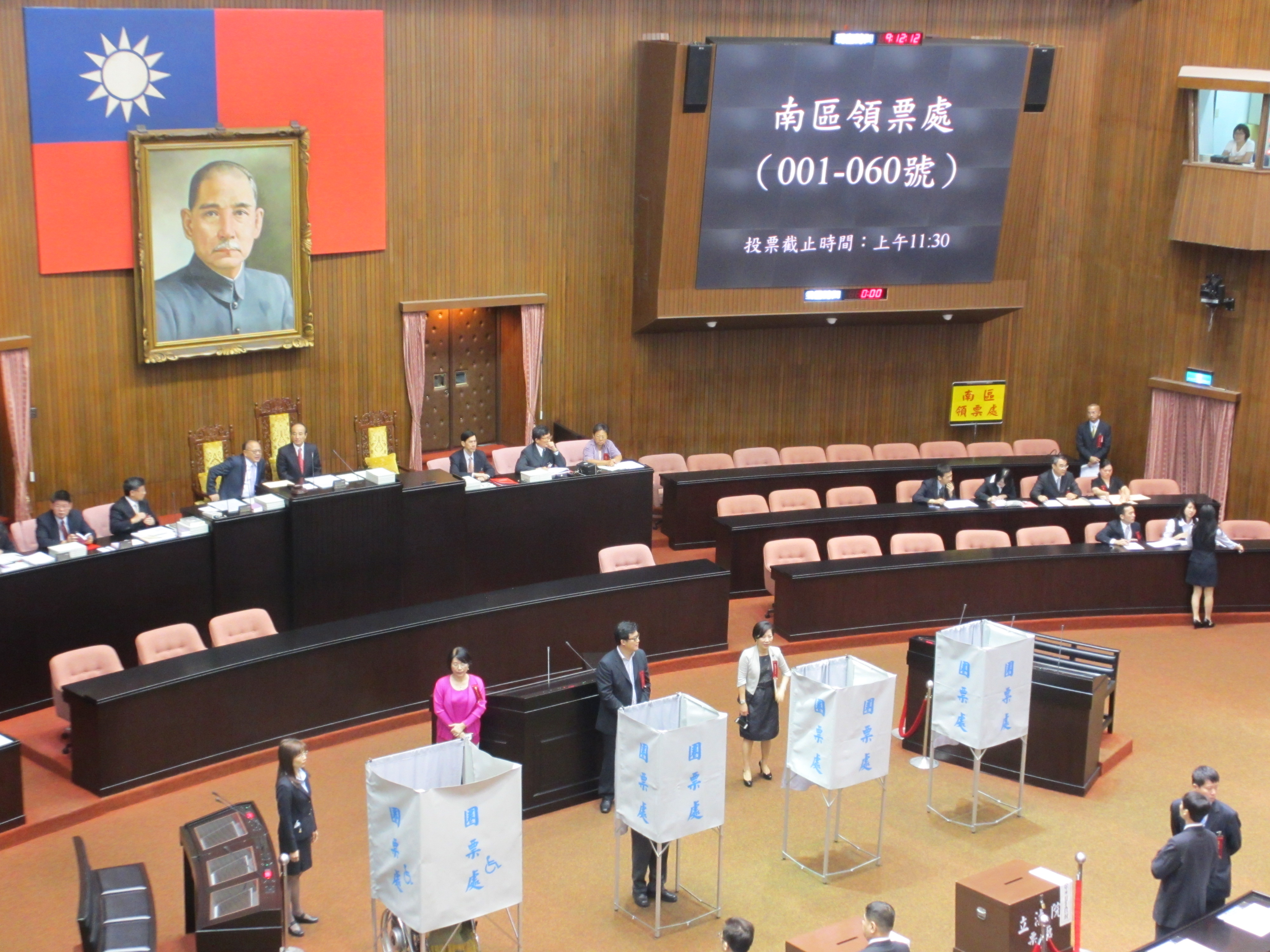

行政院移請立法院覆議案係指中華民國行政院對立法院通過之法律案、預算案或條約案認有窒礙難行，或遇立法院對於行政院之重要政策因不贊同以決議移請變更，而行使否決權移請立法院覆議。

## 簡介
《中華民國憲法》第57條原規定，立法院對於行政院之重要政策不贊同並以決議移請變更，或行政院對立法院決議之法律案、預算案、條約案認有窒礙難行時，行政院分別得經總統核可移請立法院覆議。覆議時，如經出席立法委員三分之二維持原決議或原案，行政院院長應即接受該決議或辭職。
1997年（民國86年）《中華民國憲法增修條文》第四次增修時，凍結有關立法院對行政院重要政策決議、覆議不通過時行政院院長辭職等規定之適用，僅限就立法院決議之法律案、預算案、條約案移請覆議；前列立法院決議各案覆議不通過（即維持原案）人數限制調降至出席立法委員二分之一，並增訂議決期限，規範立法院對行政院移請覆議案應於送達十五日內作成決議，遇休會期間則應於七日內自行集會，開議十五日內作成決議。覆議案逾期未決者，原案逕失效。
另依現行《立法院職權行使法》第32條規定，中華民國覆議制度允許行政院移請覆議時得僅就立法院決議之法律案、預算案、條約案之全部或一部為之，即允許行政院經總統核可行使單項否決權。

## 列表
下表列出中華民國行憲以降歷次行政院移請立法院覆議案及其結果
| 行政院院長  | 行政院院長黨籍 | 總統   | 總統黨籍   | 覆議標的                                                  | 議決立法院屆次 | 議決日         | 出席   | 贊成   | 反對   | 決議   |
| 翁文灝      | 中國國民黨     | 蔣中正 | 中國國民黨 | 《省政府組織法》第4條、第14條                             | 第一屆         | 不適用         | 不適用 | 不適用 | 不適用 | 无结果 |
| 翁文灝      | 中國國民黨     | 蔣中正 | 中國國民黨 | 《臨時財產稅條例》                                        | 第一屆         | 不適用         | 不適用 | 不適用 | 不適用 | 无结果 |
| 俞鴻鈞      | 中國國民黨     | 蔣中正 | 中國國民黨 | 《兵役法施行法》第14條                                    | 第一屆         | 1954年11月23日 | 156    | 37     | 未知   | 通過   |
| 郝柏村      | 中國國民黨     | 李登輝 | 中國國民黨 | 《勞動基準法》第84條                                      | 第一屆         | 1990年10月17日 | 197    | 168    | 25     | 通過   |
| 郝柏村→連戰 | 中國國民黨     | 李登輝 | 中國國民黨 | 《立法院組織法》第18條                                    | 第一屆→第二屆  | 不適用         | 不適用 | 不適用 | 不適用 | 撤回   |
| 連戰        | 中國國民黨     | 李登輝 | 中國國民黨 | 核電興建計畫廢止決議                                      | 第三屆         | 1996年10月18日 | 114    | 83     | 0      | 通過   |
| 連戰        | 中國國民黨     | 李登輝 | 中國國民黨 | 《漢翔航空工業股份有限公司設置條例》第9條                 | 第三屆         | 1997年8月11日  | 15     | 不適用 | 不適用 | 通過   |
| 游錫堃      | 民主進步黨     | 陳水扁 | 民主進步黨 | 《財政收支劃分法》第8條、第16條                           | 第五屆         | 2002年2月19日  | 213    | 103    | 109    | 通過   |
| 游錫堃      | 民主進步黨     | 陳水扁 | 民主進步黨 | 《公民投票法》部分條文                                    | 第五屆         | 2003年12月19日 | 214    | 95     | 118    | 不通過 |
| 游錫堃      | 民主進步黨     | 陳水扁 | 民主進步黨 | 《三一九槍擊事件真相調查特別委員會條例》                  | 第五屆         | 2004年9月14日  | 114    | 0      | 114    | 不通過 |
| 張俊雄      | 民主進步黨     | 陳水扁 | 民主進步黨 | 《農會法》第46條之1                                       | 第六屆         | 2007年6月12日  | 212    | 96     | 115    | 不通過 |
| 張俊雄      | 民主進步黨     | 陳水扁 | 民主進步黨 | 《漁會法》第49條之1                                       | 第六屆         | 2007年6月12日  | 212    | 96     | 115    | 不通過 |
| 江宜樺      | 中國國民黨     | 馬英九 | 中國國民黨 | 《會計法》第99條之1                                       | 第八屆         | 2013年6月13日  | 110    | 110    | 0      | 通過   |
| 江宜樺      | 中國國民黨     | 馬英九 | 中國國民黨 | 《地政士法》第51條之1                                     | 第八屆         | 2014年1月28日  | 105    | 60     | 45     | 通過   |
| 卓榮泰      | 民主進步黨     | 賴清德 | 民主進步黨 | 《立法院職權行使法》部分條文                              | 第十一屆       | 2024年6月21日  | 113    | 51     | 62     | 不通過 |
| 卓榮泰      | 民主進步黨     | 賴清德 | 民主進步黨 | 《中華民國刑法》第五章之一章名及第141條之1                | 第十一屆       | 2024年6月21日  | 113    | 51     | 62     | 不通過 |
| 卓榮泰      | 民主進步黨     | 賴清德 | 民主進步黨 | 《憲法訴訟法》第4條、第30條及第95條                       | 第十一屆       | 2025年1月10日  | 113    | 51     | 62     | 不通過 |
| 卓榮泰      | 民主進步黨     | 賴清德 | 民主進步黨 | 《公職人員選舉罷免法》第76條、第79條、第80條及第83條      | 第十一屆       | 2025年2月11日  | 111    | 51     | 60     | 不通過 |
| 卓榮泰      | 民主進步黨     | 賴清德 | 民主進步黨 | 中華民國114年度中央政府總預算案                           | 第十一屆       | 2025年3月12日  | 112    | 51     | 61     | 不通過 |
| 卓榮泰      | 民主進步黨     | 賴清德 | 民主進步黨 | 《財政收支劃分法》第8條、第16條之1及第30條                | 第十一屆       | 2025年3月12日  | 112    | 51     | 61     | 不通過 |
| 卓榮泰      | 民主進步黨     | 賴清德 | 民主進步黨 | 《警察人員人事條例》第35條第1項第4款、第2項、第3項及第6項 | 第十一屆       | 2025年4月11日  | 112    | 50     | 62     | 不通過 |